# György Lukács
Georg (György) Lukács (Budimpešta, 13. travnja 1885. – Budimpešta, 4. lipnja 1971.), mađarski filozof, a uz Ernesta Blocha jedan je od najznačajnijih i najutjecajnijih marksističkih mislilaca današnjice i kritičar građanske filozofije.

## Životopis
Od mladosti se opredijelio za stvar proletarijata i aktivno sudjelovao u pokretu i revolucionarnoj borbi. U mađarskoj revoluciji 1919. godine bio je ministar prosvjete u vladi Bele Kuna. Nakon propasti revolucije emigrirao je najprije na Zapad, a od 1929. godine do kraja Drugog svjetskog rata živio je u Sovjetskom Savezu. Vrativši se u domovinu, djelovao je u Budimpešti kao sveučilišni profesor. Sudjelovao je u burnim događajima u Mađarskoj 1956. godine. Zato je kasnije bio u nemilosti, i manje aktivan.

## Problemi marksističke dijalektike
Lukácsovo glavno djelo nosi naziv "Povijest i klasna svijest" (1923.) Marxova dijalektička metoda središnja je tema te zbirke rasprava, koja zato i ima podnaslov "studija o marksističkoj dijalektici". Kao i Lenjin Lukács ističe da razmatranja marksističke dijalektike treba započeti s Hegelom kao njezinim izvorištem.

## Kritika dijalektike prirode
Lukács priznaje Engelsu zasluge koje na tom području ima, ali mu ujedno zamjera što dijalektičku metodu proširuje i na spoznaju prirode, a izostavlja "odlučujuća određenja" dijalektike: uzajamno djelovanje subjekta i objekta, jedinstvo teorije i prakse, povijesnu izmjenu supstrata kategorija kao osnovu njihove promjene u mišljenju, određenja kojih nema u spoznaji prirode. Lukács naime odbacije dijalektiku prirode i Engelsove stavove o dijalektici prirode, jer smatra da oni vode zanemarivanju čovjeka i njegovih povijesnih teškoća.

## Domena dijalektike: isključivo čovjek i povijest
Povijest je Lukácsu jedina prava domena dijalektike. Vranicki ocjenjuje da je Lukács otišao predaleko kada je odbacivao dijalektiku prirode, ali da je sasvim pravilno uočio srž suvremene problematike čovjeka, proveo izvjesne analize tog kompleksnog i proturiječnog procesa koje su nadmašile sve tadašnje teorijske proizvode marksističke misli nakon Lenjina.

## Praksa je bit čovjeka
U Marxovim "Tezama o Feuerbachu" nalazi Lukács bitna određenja marksističke dijalektike i filozofije uopće: određenja čovjeka kao bića prakse, odnosno jedinstva teorije i prakse. "Djelovanje, praksa - koju je kao zahtjev Marx postavio na početak svojih teza o Feuerbachu - po svojoj je biti prožimanje, mijenjanje zbilje. Zbilja se međutim može shvatiti i prožeti samo kao totalitet, a za to prožimanje sposoban je samo takav subjekt koji je i sam totalitet: samo klasa može detaljno prožeti društvenu zbilju i promijeniti je u njezinu totalitetu."

## Uloga stranke proletarijata
Svijest proletarijata nije puka svijest, "čista" teorija. Lik te proleterske klasne svijesti jest partija, i to ne kao puki organizacijski oblik. U procesu konstituiranja proletarijata u klasu partiji pada u dio "istaknuta uloga". Ona je izvor istinske revolucionarnosti. Proletarijat može samo u borbi i činu razviti svoju klasnu svijest. Zato kada nastupi "kronična privredna kriza kapitalizma, onda sudbina revolucije ovisi o ideološkoj zrelosti proletarijata, o njegovoj klasnoj svijesti."

## Relevantni članci
- Marksizam

## Vanjske poveznice
|  | Zajednički poslužitelj ima stranicu o temi György Lukács |